# Горгота (Дамбовица)
Горгота (рум. Gorgota) насеље је у Румунији у округу Дамбовица у општини Развад. Oпштина се налази на надморској висини од 300 m.

## Становништво
Према подацима из 2002. године у насељу је живело 1394 становника, од којих су сви румунске националности.